# Каплун, Леонид Израилевич
Леонид Израилевич Каплун (16 августа 1948, Теплик, Винницкая область — 18 августа 1995, Тернополь) — советский и украинский спортсмен (шахматист), тренер. Первый из тернопольчан мастер спорта СССР по шахматам (1976).

## Биография
В 1966 году окончил Чертковскую СШ № 2, в 1967—1969 годах учился на историческом факультете Новосибирского университета (ныне РФ).
В 1970—1980-х — многократный чемпион Тернопольской области. В 1978 году в команде украинского спортивного общества «Авангард» завоевал Кубок СССР, а в 1980 году занял второе место. Серебряный призёр Кубка В. Микенаса (1983), победитель Мемориала Героя СССР М. Целака (1984).
С 1979 года — судья республиканской категории. С 1971 года работал тренером в тернопольском шахматно-шашечном клубе «Авангард». В 1991 году тренировал Василия Иванчука во время четвертьфинального матча на первенство мира с Артуром Юсуповым. Среди воспитанников также международные мастера В. Козяк и В. Захаров.
Лучшие партии Леонида Каплуна напечатаны во многих украинских и зарубежных шахматных изданиях.
С 1996 года ежегодно в Тернополе проводят мемориальный шахматный турнир памяти Леонида Каплуна.